# 도 탈로우 대 컬럼비아 특별구 소송
[원고인] 도 [대리인] 탈로우 대 컬럼비아 특별구, 연방 3차 489번 376쪽(컬럼비아 특별구 순회법원 2007년)은 미연방 컬럼비아 특별구 순회 항소법원의 결정인데 브렛 캐버노 순회 판사에 의한 그 결정에서 법원은 2003년 컬럼비아 특별구 법령을 파기했는데 정신적으로 장애를 가진 사람에 대한, 비응급의 외과적 수술을 허용하는 조건을 기술했던 법령이었다.
다음의 사람들을 대신해서 나온 지방법원 결정에 대한 항소로서 이 소송은 진행되었는데 그들은 정신적으로 어려움이 있는 환자인데 그녀의 동의 없이 강제로 낙태 당한 사람이고 환자의 동의 없이 강제로 눈 수술을 당한 다른 환자이다.
항소 법원의 법령에 대한 해석에서, 컬럼비아 특별구에 위치한 법원은, "환자의 최대 이익" 원칙을 선천적 장애인에게 적용해야 하고, 법원은 후천적 장애인에게 "환자의 알려진 욕구" 원칙을 적용해야 한다.
항소법원의 결정은 지방법원으로 환송되었다.